# Саранда
Саранда (на албански: Saranda или Sarandë, Сарандъ; на гръцки: Άγιοι Σαράντα, Агии Саранда или само Σαράντα, в превод Свети четиридесет мъченици) е крайбрежен град в Южна Албания.

## География
Намира се в областта Северен Епир, разположен на границата между Йонийско море и Адриатическо море, окръжен център.

## История
Градът се развива след западането на близко разположения древен град Бутринт.
Той е разположен върху развалините на древния град Онхисмос (на гръцки: Ογχησμος), който през византийската епоха се е развивал като важно търговско средище между Епир и Италия. Разрушен е през 552 г. при нашествие на готите.
Днешното име на града е свързано с византийския храм „Св. Четиридесет мъченици“ (на гръцки: Αγίων Σαράντα), чиито руини са запазени върху хълма над града. През византийската епоха храмът е имал две редици колони от вътрешната си страна и арки по цялата си дължина. В предание в околността на храма се твърди, че е имало 40 църкви, по една за всеки византийски войник – мъченик в името на Христос. Главният храм се описва от историците като строен в ранновизантийски стил.
През Средновековието непрекъснато в града се редуват венециански и османски контрол. Съвременният град е основан през периода на османското владичество. След освободителните движения в края на 19 и началото на 20 век градът е освободен от османците. По време на Балканските войни, гръцките войски превземат града на 18 февруари 1913 г., но са принудени да го напуснат през 1916 г. Пристанището на града било опорен пункт на Италия през Втората световна война, която през 1939 г. прави тук десант, след което окупира цяла Албания. По време на гръцко-италианската война, гръцките войски превземат отново града на 6 декември 1940 г., за кратко време, преди да го изоставят окончателно при и след операция Марита.

## Население
Населението на града е 17 233 души (2011 г.).

## Забележителности
Градът се очертава като основна туристическа дестинация в южните части на Албания. Фериботната връзка с близко разположения остров Корфу му осигурява непрекъснат поток от туристи. В близост до града се намира древният град Бутринт, част от списъка на ЮНЕСКО за световно наследство. Днес в града се развива бурно и често недобре планирано строителство.